# Bowmore, North Carolina
Bowmore, North Carolina (енгл. Bowmore) насељено је место без административног статуса у америчкој савезној држави Северна Каролина.

## Демографија
По попису из 2010. године број становника је 103, што је 42 (-29,0%) становника мање него 2000. године.
| Група             | 2000.      | 2010.      |
| Белци             | 32 (22,1%) | 20 (19,4%) |
| Афроамериканци    | 84 (57,9%) | 56 (54,4%) |
| Азијати           | 0 (0,0%)   | 0 (0,0%)   |
| Хиспаноамериканци | 3 (2,1%)   | 0 (0,0%)   |
| Укупно            | 145        | 103        |